# Sachi Tainaka
Sachi Tainaka (タイナカ 彩智 Tainaka Sachi?, Kakogawa, 30 de abril de 1986), es una cantante japonesa que es más bien conocida por ser la que interpreta los temas de apertura y cierre del anime Fate/stay night. Ella tiene a 3½-octavos de rango de vocal.
Su nombre artístico se escribe en katakana タイナカ サチ y su nombre real en kanji 田井中彩智 que sería Satochi Aya Tainaka.
| #     | Información de sus álbumes | ventas |
| ----- | --- | ------ |
| Debut | Dear… - Publicado: 7 de marzo de 2007 - De las canciones: disillusion, Kirameku Namida wa Hoshi ni, Saikō no Kataomoi, y Aitai yo. / Kimi to no Ashita - Oricon top 300 position: #33 | 12,000 |
| 2nd   | Love is... - Publicado:13 de febrero de 2008 - De las canciones: Itoshii Hito e, Lipstick/Ichiban Boshi, y Visit of love - Oricon top 300 posición: #30                               | 9,000+ |
| 3rd   | Destiny - Oricon top 300 posición: #60 - Publicado: 16 de septiembre de 2009 | 3,906  |
| 4th   | Mariage -tribute to Fate- - Oricon top 300 position: #61 - Publicado: 23 de diciembre de 2009                                                                                         | 4,118  |